# Deveselu
Deveselu est une commune rurale roumaine du județ d'Olt, en Olténie. Deveselu comprend deux villages, Comanca et Deveselu.

## Histoire
Deveselu est attestée en 19 juin 1537 par un document signé par le prince Radu VII Paisie.

## Base militaire
Le 2 mai 2011, la Roumanie annonce que la base aérienne de Deveselu désaffectée en 2002 a été choisie pour accueillir un site du système de défense antimissile de l'OTAN. 
La Naval Support Facility Deveselu, appelée également « Aegis Ashore Missile Defense Complex Romania », dépend administrativement de la Sixième flotte des États-Unis depuis le 18 décembre 2015 et du centre de commandement opérationnel de la Ramstein Air Base; Cette installation du Aegis Ballistic Missile Defense System (en) dispose d'un radar AN/TPY-2, d'un système de lancement vertical pour 24 SM-3 et un contingent de 200 militaires américains ,.
Il s'agit du premier site terrestre opérationnel de ce missile antibalistique, un second à Redzikowo en Pologne devant l'être en 2018,.

## Démographie
Lors du recensement de 2011, 95,34 % de la population se déclarent roumains (4,46 % ne déclarent pas d'appartenance ethnique et 0,19 % déclarent appartenir à une autre ethnie).

## Politique
| Parti | Parti                                      | Sièges |
| ----- | ------------------------------------------ | ------ |
|       | Parti social-démocrate (PSD)               | 9      |
|       | Parti national libéral (PNL)               | 2      |
|       | Alliance des libéraux et démocrates (ALDE) | 2      |